# Ewa Klekot
Ewa Agnieszka Klekot (ur. 1965) – polska antropolożka sztuki, tłumaczka, absolwentka archeologii i etnografii. Pracuje jako adiunkt na SWPS Uniwersytecie Humanistycznospołecznym z siedzibą w Warszawie.

## Życiorys
Ewa Klekot jest antropolożką sztuki i tłumaczką; absolwentką archeologii (1988) i etnografii (1990) na Uniwersytecie Warszawskim. W 2002 obroniła doktorat w Instytucie Historii Sztuki UW z nauk humanistycznych w zakresie historii sztuki (promotorka – Barbara Dąb-Kalinowska). Wieloletnia wykładowczyni Instytutu Etnologii i Antropologii Kulturowej Uniwersytetu Warszawskiego, od 2011 wykłada w School of Form w Poznaniu oraz SWPS Uniwersytetu Humanistycznospołecznego z siedzibą w Warszawie. 
Dwukrotna stypendystka Rektora Instytutu Etnologii i Antropologii Kulturowej Uniwersytetu Warszawskiego w 2006 i 2008.
W 1999 przetłumaczyła po raz pierwszy wydaną w Polsce książkę autorstwa amerykańskiej antropolog Ruth Benedict Chryzantema i miecz. Wzory kultury japońskiej.
Zajmuje się antropologicznymi badaniami dziedzictwa i muzeum, a także antropologią dizajnu i sztuki. Interesuje się interdyscyplinarnym łączeniem humanistyki i nauk społecznych z projektowaniem i działaniami artystycznymi. Autorka licznych publikacji naukowych m.in. Sprawczość w fabryce porcelany, w: „Kultura Popularna” (2017), Uwikłanie w nowoczesność: o tożsamości rzeczy zaprojektowanych, w: Z drugiej strony rzeczy. Polski dizajn po roku 1989 (2018), Mētis – wiedza asystemowa, w: „Teksty Drugie”; członkini rady redakcyjnej „Ethnologia Europaea” i redakcji „Zbioru Wiadomości do Antropologii Muzealnej”.
Współpracuje z wieloma placówkami wystawienniczymi w Polsce. W latach 2015–2018 pracowała nad opracowaniem wystawy stałej dla Muzeum Warszawy (otwarcie w 2018), obecnie pracuje w Muzeum Warszawy na stanowisku kuratorki Gabinetu Ludwika Gocla i Gabinetu Schielów. 
Członkini Stowarzyszenia Historyków Sztuki od 1992, od 1996 European Association of Social Anthropologists, od 2007 członkini Rady Programowej Polskiego Instytutu Antropologicznego. Również od 2015 jest przewodniczącą Rady Muzeum Etnograficznego w Krakowie, a od 2017 członkinią zarządu Europejskiego Stowarzyszenia Etnologów i Folklorystów (SIEF).
Kierowała interdyscyplinarnym projektem „Ludzie z fabryki porcelany”, który budził i cały czas budzi szerokie zainteresowanie. Wspólnie z ceramiczką Olgą Milczyńską zrealizowała wystawę Robić/Rzeczy na Łódź Design Festival w 2019.
Autorka scenariusza i kuratorka wystawy „Etnografki, antropolożki, profesorki” w Państwowym Muzeum Etnograficznym w Warszawie (2022–2023).
Otrzymała Medal Komisji Edukacji Narodowej w 2010.

## Publikacje
- Kłopoty ze sztuką ludową, Gdańsk 2021, ISBN 978-83-7908-205-6[12]
- La visite du patrimoine national: entre politique et tourisme, „Ethnologie Francaise” XL, 2010, 2, s.273–284
- The Seventh Life of Polish Folk Art and Craft, ETNOLOSKA TRIBINA r. 2010, str. 71–85
- Niepamięć getta, „Konteksty” nr 284–285 (1–2/ 2009), s. 42–44
- Czy  następuje ’antropologizacja’  badań nad sztuką? [w]: Zanikające granice. Antropologizacja nauki i jej dyskursów, str. 217–232, Biblioteka Telgte 2009
- O urodzie Matki Boskiej: „oswojenie” formy a waloryzacja przedstawień religijnych, „Ikonotheka”, nr 21, r. 2008, s.213–224
- Sąd smaku, czyli nierówni w społeczeństwie równych: głos w dyskusji o Licheniu, ARCHITEKTURA Nr 7(lipiec) r. 2008, str. 40–42
- Tożsamość rzeczy, "Kultura Współczesna" nr 3 r. 2008, str. 91–99
- Przeszłość miasta jako wartość: społeczne tworzenie autentyczności Warszawy i jej zabytków, [w]: Człowiek w mieście: symbioza, adaptacja,konflikt, Warszawa: DW Elipsa 2008, s. 128–134
- Interpretacja zabytku jako dzieło. Wawel z perspektywy współczesnych zwiedzających, [w:] Wielkie dzieła – wielkie interpretacje. Materiały LV ogólnopolskiej sesji naukowej Stowarzyszenia Historyków Sztuki Warszawa. 17–18 listopada 2006. Pod red. M. Poprzęckiej, Warszawa 2007, s. 263–270
- Zaproszenie „na grilla”, czyli legenda na dzień św. Wawrzyńca [w]: Gadżety popkultury: społeczne życie przedmiotów, str. 279–298, Wydawnictwa Akademickie i Profesjonalne, r. 2007
- Mourning John Paul II in the Streets of Warsaw, "Anthropology Today", vol.23 (2007), no 4, pp. 3–6
- Warszawa w oczach tubylczego przewodnika, „Op.cit”, nr 37 (4/2007),s. 3–5
- Wspólne dziedzictwo jako symbol, "Kresy" nr 69–70 (1–2/2007), s.164–167
- Koty to psy, a świnia jest brudna, bo nie przeżuwa pokarmu i dwoi kopyto, „Op.cit”, nr 35 (2/2007), s.37–39
- Observations of a Post-East European Member: EASA 2006, "Anthropology Today" vol.23, (2007) no 2, p.26
- Rzeczywistość. Bez Clifforda Geertza, „Op.cit”, nr 33 (6/2006) s.17
- Prawda jest tylko ostatnią wersją opowieści, „Op.cit” 1/2006
- Etnografia rozumiejąca krok po kroku, [w]: Horyzonty antropologii kultury, Warszawa: DiG 2005, s. 91–98
- Zabytki dziedzictwa narodowego a problem stosunku do przeszłości, "Konteksty" 3–4/2004, s.206–208
- Święte obrazki, Licheń i sąd smaku, „Konteksty” nr 1–2/2002, s.117–119
- The Sacred Heart of Jesus: Shaping the Visual Identity of Modern Catholicism in Spain, [w]: Identity in Transformation, Kempny M. i Jawłowska A. ed., Westport 2002
- Czy podobają się nam nasze kościoły? Ankieta „Znaku”, „Znak” nr 531 (8/99), s.77–81
- Potrójne życie chusty Weroniki, „Znak” nr 529 (6/99), s.60–63
- Obraz tego Boga, którego wielbi artysta. O obecności sacrum w sztuce współczesnej, „Ethos” nr 4/1997, s.187–194
- Dwie strony tej samej monety, „Konteksty” nr 2/1995, s. 30–32
- Wyobrażenie Twarzy Chrystusa w ikonie karpackiej, „Polska Sztuka Ludowa – Konteksty” nr 2/1992, s. 17–32[2]

## Tłumaczenia
- Antropologia doświadczenia, epilog: Geertz C., red. Turner V., Bruner E. M.(inne języki), tłum. Ewa Klekot, Agnieszka Szurek, Kraków 2011, ISBN 978-83-233-3036-3[13]
- Turner V., Turner E.(inne języki), Obraz i pielgrzymka w kulturze chrześcijańskiej, tłum: Ewa Klekot, Kraków 2009, ISBN 978-83-233-2686-1[14]
- Giddens A., Konsekwencje nowoczesności, tłum. Ewa Klekot, Kraków 2008, ISBN 978-83-233-2544-4[15]
- Hastrup K., Droga do antropologii. Między doświadczeniem a teorią, Kraków 2008 (z angielskiego)
- Douglas M., Ukryte znaczenia, Kęty 2007 (z angielskiego)
- Griaule M., Bóg Wody (z Arnoldem Lebeufem), Kęty 2006 (z francuskiego)
- Hannerz U., Odkrywanie miasta, Kraków 2006 (z angielskiego)
- Willis P.(inne języki), Wyobraźnia etnograficzna, Kraków 2005 (z angielskiego)
- Freedberg D., Potęga wizerunków, Kraków 2005 (z angielskiego)
- Mathews G., Supermarket kultury, Warszawa 2005 (z angielskiego)
- McNair B., Seks, demokratyzacja pożądania i media, czyli kultura obnażania, Warszawa 2004 (z angielskiego)
- Cunliffe B., Starożytni Celtowie, Warszawa 2003 (z angielskiego)
- Rogers M. F., Barbie jako ikona kultury, Warszawa 2003 (z angielskiego)
- Rudgley R.(inne języki), Alchemia kultury, Warszawa 2002
- MacCannell D.(inne języki), Turysta: Nowa teoria klasy próżniaczej, Warszawa 2002 (wspólnie z Anną Wieczorkiewicz)
- Fraser A., Dzieje Cyganów, Warszawa 2001
- Mitchell T., Egipt na wystawie świata, Warszawa 2001
- Bauman Z., Globalizacja, Warszawa 2000
- Benedict R., Chryzantema i Miecz, Warszawa 1999, ISBN 83-06-02734-5
- Fuentes C., Pogrzebane Zwierciadło, Łódź 1995[2]